# Exército Cristero (México)
O Exército Cristero foi o exército popular formado pelos Católicos Mexicanos que participaram da Guerra Cristera entre 1926 a 1929 no México, contra o governo nacional mexicano liderado por Plutarco Elías Calles.
A Constituição Mexicana de 1917 estabeleceu uma política que negava personalidade jurídica às igrejas, proibia a participação do clero na política, proibia a Igreja Católica de possuir bens imóveis, confiscava a propriedade de todos os imóveis da Igreja Católica (incluindo Igrejas, Catedrais, Capelas e outros locais de culto) e impedia o culto público fora dos templos (os quais a Igreja Católica não possuía mais controle ou permissão de uso). O Exército Cristero foi o braço armado do movimento popular católico mexicano que resistiu a perseguição institucionalizada pelo governo mexicano contra a Igreja Católica e os católicos no México, cujo principal organizador civil era a Liga Nacional para a Defesa das Liberdades Religiosas

## História

### Antecedentes
Com o declínio da “conciliação” Porfirista, na primeira década do século XX, surgiram novamente tendências anticlericais que se manifestaram durante a Revolução Mexicana através de atos de violência institucional por parte do Estado Mexicano e legislação persecutória, em especial a estabelecida na Constituição de 1917.
Em 14 de novembro de 1921, ocorreu um ataque contra a Antiga Basílica de Guadalupe por parte de partidários do governo de Álvaro Obregón, com o objetivo de destruir a imagem da Virgem de Guadalupe, porém, por motivos ainda desconhecidos, a pintura não sofreu nenhum dano, razão pela qual muitos católicos passaram a declarar que se tratava de um milagre. O ataque gerou grande comoção popular, causando raiva entre os paroquianos mexicanos e fortalecendo imensamente a oposição católica contra o governo radicalmente secularizante, que passou a ser visto pelos fiéis como sendo anticatólico, com isso encerrando o período relativamente pacífico do governo anterior de Venustiano Carranza. O sentimento de perseguição anticatólica pela população e pressão anticlerical por parte do governo intensificou-se com a eleição de Plutarco Elías Calles para a presidência. Em 1925, com o apoio da Confederación Regional Obrera Mexicana (CROM), o governo mexicano promoveu a criação da "Igreja Católica Apostólica Mexicana" (ICAM), com o objetivo declarado de estatizar a fé católica no país, com a nova organização substituindo a Igreja Católica e a Santa Sé no México e assumindo a posse das propriedades da Igreja Católica no México.

### Formação e Composição
O Exército Cristero foi formado inicialmente por católicos das regiões de Jalisco, Guanajuato, Colima, Nayarit e Michoacán, tendo rapidamente outros católicos de diferentes partes da República Mexicana aderido a esse movimento. Sua composição era majoritariamente de camponeses trabalhadores rurais e meeiros nos estados rurais e de operarios e trabalhadores de baixa renda das zonas urbanas (em especial na Cidade do México e Guadalajara), embora contou também com a participação significativa de alguns ricos proprietários de terras que aderiram ao exército (como Jesús Quintero, José Guadalupe Gómez, Manuel Moreno, Salvador Aguirre, Luis Ibarra e Pedro Quintanar por exemplo) nas regiões de Zacatecas, Jalisco, Michoacán, Durango e Guanajuato. Da mesma forma, foi destacada a participação de Cristeros de origem indígena, alguns pertencentes à grupos étnicos dos povos Tarahumara, Rarámuri, Mixteca, Wixárikas, Tepehuanes e maias.

#### Participação feminina
Por sua vez, as mulheres também desempenharam um papel importante no Exército Cristero. Além de serem as primeiras guerrilheiras e terem rapidamente ganho a reputação de serem as mais entusiasmadas na hora do conflito, destacam-se mais de 25 mil das chamadas Brigadas Femininas de Santa Joana d'Arc, dedicadas a apoiar a rebelião. As mulherem eram muitas vezes as principais responsáveis pela Logística do movimento cristero e seu braço armado, obtendo dinheiro, alimentos, uniformes, informações, e provendo abrigo, cuidados médicos e proteção para os combatentes. O seu slogan era o voto de silêncio, o que permitiu a organização das mulheres um trabalho mais eficaz. As mulheres do Exército Cristero foram inicialmente recrutadas em escolas católicas e, com o tempo, mulheres camponesas e mulheres de todas as áreas sociais e estratos aderiram. Algumas eram parentes de combatentes cristeros e participaram ativamente das brigadas de seus familiares, tal qual a mãe do general cristero José Reyes Vega.

### Profissionalização
Nos primeiros meses da guerra, a maioria dos combatentes cristeros estavam desorganizados, atuando em núcleos independentes. Tal situação começou a se alterar com a adesão do General Enrique Gorostieta Velarde em junho de 1927, que iniciou um processo de organização militar tradicional dos núcleos combatentes. Graças à gestão de Gorostieta, o exército conseguiu se reagrupar mesmo após já ter sido declarado "derrotado" pelo governo, tendo tal organização sido instrumental para garantir o exílio de combatentes nos Estados Unidos após o conflito.

### Comandantes
O número de oficiais e comandantes chegou a alcançar a marca de 200 indivíduos com patentes que iam de major a general. A forma como assumiram a posição de líderes consistiu em serem escolhidos ou reconhecidos pelos demais militares cristeros e posteriormente confirmados por autoridades superiores do movimento civil cristero. Os primeiros líderes foram aqueles que tomaram a iniciativa do movimento na sua região ou aqueles que foram eleitos pelo grupo rebelde a que pertenciam. A democracia predominava, portanto, na estrutura regimental cristera. Se a maioria dos combatentes por alguma razão estava insatisfeita com seus oficiais ou com seu comandante, obrigavam-nos a renunciar e retornar às fileiras como combatentes comuns ou sairem do movimento. As qualidades mais apreciadas e valorizadas entre os comandantes eram a coragem pessoal e a experiência militar. Dos 200, apenas 12 vieram do Exército Mexicano, enquanto outros 12 eram ex-soldados do Exército Mexicano ou ex-policiais e outros 40 tinham alguma ligação ou conhecimento sobre o comércio de armas, refletindo isso no fato de que apenas 30% dos líderes chegaram ao cargo através da experiência. Entre os principais líderes estavam: Enrique Gorostieta Velarde (Comandante em Chefe do Exército), Jesús Degollado Guízar (Chefe da Divisão Sul), Aristao Pedroza (Chefe da Brigada Los Altos), Manuel Frías (Chefe da Brigada Santa Cruz), Pedro Quintanar (Chefe da Brigada Quintanar), Benjamin Mendoza (Chefe da Brigada Mendoza), Victorino Bárcenas (Chefe da Zona de Guerrero), Lauro Rocha (Comandante em Chefe do Exército durante a segunda etapa da Guerra Cristera).